# Valle del Rosario
Valle del Rosario es una población del estado mexicano de Chihuahua, ubicada al centro-sur del territorio estatal, es cabecera del Municipio de Rosario.

## Historia
La zona donde hoy se asienta Valle del Rosario estuvo habitada originariamente por indígenas tarahumaras, a esta zona llegaron en la primera mitad del siglo XVII los misioneros jesuitas, que se establecieron para evangelizar a los indígenas provientes de Parral y Huejotitán, fueron dos jesuitas, los que en 1640 fundaron lo que hoy es Valle del Rosario como una misión y dándole el nombre de Santa Cruz de Tarahumares, entre 1710 y 1713 estuvo encargado de la misión el sacerdote jesuita Ignacio Herrera, quien creó una gran fama en toda la región, tanto que la población comenzó a ser llamada Santa Cruz del Padre Herrera, nombre que prevaleció por mucho tiempo y aún hoy es recordado en el escudo de armas de la población y el municipio. Los jesuitas permanecieron a cargo de la misión hasta el año de 1753 en que fue secularizada y pasó a depender de la autoridad del cercano Valle de Olivos.
El Congreso de Chihuahua modificó su nombre oficialmente a Valle del Rosario en 1826 y por decreto del mismo el 21 de noviembre de 1844 fue designada cabecera municipal del Municipio de Rosario, permaneció como cabecera municipal hasta el 18 de julio de 1931 en que el municipio es suprimido como tal he incorporado al de Valle de Olivos, 10 años después, el 27 de diciembre de 1941 un nuevod decreto establece que la cabecera municipal sea trasladada desde Valle de Olivos a Valle del Rosario y el municipio vuelva a recibir la denominación de Rosario, permaneciendo así hasta la fecha.

## Localización y población
Valle del Rosario se encuentra ubicado en la zona centro-sur del estado de Chihuahua, sus coordenadas geográficas son 27°19′09″N 106°17′45″O / 27.31917, -106.29583 y se encuentra a una altitud de 1.500 metros sobre el nivel del mar. Se localiza a unos 100 kilómetros al noroeste de la ciudad de Parral, se comunica con esta ciudad, la principal de la región, por medio de un camino de terracería que lo enlaza además con las poblaciones de El Tule y Huejotitán, terminando en la Carretera Federal 24 que lo comunica con Parral y con otras poblaciones como Balleza y Guachochi.
Tiene una población sumamente baja, en el Conteo de Población y Vivienda de 2005 realizado por el Instituto Nacional de Estadística y Geografía, dio un total de 250 habitantes, de los cuales 128 son hombres y 122 son mujeres.